# Minas Tirith
Minas Tirith ali originalno Minas Anor je glavno mesto izmišljenega kraljestva Gondor v zgodbah iz serije Gospodar prstanov angleškega pisatelja Johna R.R. Tolkiena.
Obdano je s štirimi obzidji in vgrajeno v goro. Mesto je zelo mogočno in zgrajeno je v sedmih nivojih. Na zadnjem nivoju je Citadela, kjer prebiva kralj oziroma majordom (varuh prestola), na zadnjem nivoju, bi prav tako moralo biti kraljevo drevo, ki pa je bilo vse do Aragornovega prihoda izgubljeno. Med vsakim nivojem so vrata, ki preprečujejo zavzetje celega mesta naenkrat. Mesto je v glavnem zgrajeno iz močnega kamenja. Poleg zidov pa ima Minas Tirith tudi katapulte, ki mu omogočajo boljšo zaščito. Strateško pomembno ozemlje za zaščito mesta je Osgiliath.

## Obnova
Mesto je bilo opustošeno, po velikem napadu, ob koncu tretjega zemeljskega veka, a je kasneje pod vodstvom Aragorna ponovno zablestelo v polnem sijaju. V prenovi so pomagali najboljši gradbeniki tistega časa, med drugim tudi škratje. Aragorn je kot kralj skupaj z ženo Arwen še dolgo uspešno vodil mesto.

## Kristali ali Palantirji
V mestu je tudi eden od sedmerih daljnovidnih kristalov (palantirjev), s pomočjo katerega se je Denethor II (oče Faramirja, poslednjega majordoma) boril s sovragom. V starih časih Gondorja so se z njimi sporazumevali, a so prej ali slej vsi izginili. Palantir, ki je bil v Gondorju, je bil iz Anariona in je bil najbolj uglašen z Minas Ithilovim (Isildurjevim), ki je po padcu Minas Ithila prešel v last sovraga. Kasneje je znana usoda samo dveh kristalov, kraljevega, ki se je nekoč nahajal v Anarionu in kristala iz orthanškega stolpa, ki ga je odnesel Gandalf.